# استوک ساب همدون
استوک ساب همدون (به انگلیسی: Stoke-sub-Hamdon) یک روستا و محله مدنی در بریتانیا است که در سامرست جنوبی واقع شده‌است. استوک ساب همدون ۱٬۹۶۸ نفر جمعیت دارد.